# Manuel Comba Sigüenza
Manuel Comba Sigüenza (Madrid, 1 de enero de 1902-Madrid, 17 de diciembre de 1987) fue un figurinista, director artístico y asesor histórico español. Conocido mayormente por ser hijo de Juan Comba García, y pintor de cámara de la Corte.

## Vida personal
En 1929 comienza a realizar puestas en escena en el Teatro Español, hasta que en 1934 es nombrado director artístico de este teatro, del que además es asesor histórico. A principios de los años cuarenta empieza a colaborar en el cine como figurinista, sin abandonar su labor teatral. Más tarde, en 1969, trabaja además en las zarzuelas de Juan de Orduña, emitidas por Televisión Española, como El caserío, Maruxa, Bohemios y Gigantes y cabezudos.
Fue catedrático, como su padre, de Indumentaria y Artes Suntuarias en la Escuela Superior de Arte Dramático y Danza de Madrid. Se especializa en películas históricas y obras de teatro y, debido a sus amplios conocimientos termina Historia del traje en España desde el siglo X. De los ocho volúmenes inéditos recopilados por su padre, él los amplió a ochenta y, gracias a sus conocimientos y prestigio, es uno de los pocos profesionales que figura en los títulos de crédito como asesor histórico.

## Premios
Fue nombrado académico de la Academia de Bellas Artes de San Fernando el 28 de junio de 1976. Galardonado con tres premios del Sindicato Nacional del Espectáculo por Locura de amor, Inés de Castro y Los últimos de Filipinas y, en 1983, el del Círculo de Escritores Cinematográficos por su labor de figurinista.